# Joe Cini
Joe Cini (1936. november 29. –) válogatott máltai labdarúgó, csatár. Az év máltai labdarúgója (1970).

## Pályafutása

### Klubcsapatban
1956 és 1959 között a Floriana, 1959–60-ban az angol Quenns Park Rangers, 1960 és 1973 között a Sliema Wanderers labdarúgója volt. A Floriana csapatával egy máltai bajnoki címet és kettő kupagyőzelmet, a Sliema együttesével öt bajnoki címet és négy kupagyőzelmet ért el. 1970-ben az év máltai labdarúgójának választották.

### A válogatottban
1957 és 1972 között 18 alkalommal szerepelt a máltai válogatottban és két gólt szerzett. 1957. február 24-én Ausztria ellen mutatkozott be a válogatottban egy hazai mérkőzésen, ahol 3–2-es osztrák győzelem született. 1969-ben Ausztria, 1970-ben Luxemburg ellen volt egy-egy alkalommal eredményes. Utolsó válogatott mérkőzése 1972. május 6-án Budapesten, a Megyeri úti Stadionban volt Magyarország ellen. A világbajnoki selejtező-mérkőzésen 3–0-s magyar győzelem született.

## Sikerei, díjai
- Az év máltai labdarúgója (1970)

 Floriana
- Máltai bajnokság
  - bajnok: 1957–58
- Máltai kupa
  - győztes (2): 1957, 1958

 Sliema Wanderers
- Máltai bajnokság
  - bajnok (5): 1963–64, 1964–65, 1965–66, 1970–71, 1971–72
- Máltai kupa
  - győztes (4): 1963, 1965, 1968, 1969